# Шелковская
Шелковска́я (чечен. Шелковски) — город в Чеченской Республике России. Административный центр Шелковского района.
Образует муниципальное образование Шелковское городское поселение.

## История
Название станицы произошло от шёлкового завода, который основал в 1718 году на реке Терек армянский купец Сафар Васильев. Вокруг завода возникло грузино-армянское поселение, по имени купца получившее название Сарафанниково и ставшее затем станицей Шелковской.
В 1885 году из-за наводнения станица была перенесена на нынешнее место вдаль от берега Терека.
В 1990-х годах в населённом пункте отмечались ряд преступлений, в том числе и на национальной почве по отношению к русским.
После завершения Второй чеченской войны в селе убиты трое жителей. Следствием установлено что убийцей был житель Курского района, переехавший в село, русский по национальности, принявший ислам, участвоваший в похищении человека и неоднократно участвовавший в налётах чеченских боевиков.
С 2000 года в станице на постоянной основе дислоцируются части 46-й отдельной бригады оперативного назначения внутренних войск МВД РФ.
В июле 2007 года руководством Чеченской Республики было объявлено о намерении построить в станице православный храм. Существующий в Шелковской храм святой великомученицы Варвары, фактически, является молитвенным домом, организованным в доме, принадлежавшим до революции казаку-офицеру Карину.
В декабре 2008 года станица отметила своё 290-летие.
В 2013 году состоялось торжественное открытие мечети имени Хусейна Канташева, построенной на берегу озера.
22 апреля 2016 года епископ Махачкалинский Варлаам освятил закладной камень в основание нового здания храма святой Варвары, строящегося на берегу озера в Шелковской при поддержке республиканских властей и Национальной ассоциации лесопромышленников «Русский лес». В дар церкви был передан ковчег с частицей мощей великомученицы Варвары.
3 июня 2024 года населённый пункт получил статус города. Помимо Шелковской в её состав вошла станица Гребенская.

## Православная церковь
Первая войсковая церковь во имя святой великомученицы Варвары была построена в станице Шелкозаводской (ныне Шелковская) в 1730-х годах. К середине XIX века здание пришло в ветхость, что побудило станичный сход в августе 1862 года направить прошение наместнику Кавказа о выделении средств на строительство нового храма:
«Приходская церковь станицы Шелкозаводской, Гребенского казачьего полка, от времени до того обветшала, что в настоящее время угрожает совершенным разрушением. Взамен той ветхой церкви общество станицы предполагает
Выстроить новую деревянную церковь с употреблением из старой годного ещё леса».
Разрешение было получено 28 февраля 1863 года, и по проекту инженер-капитана Пауллера возвели новую церковь, ставшую одной из наиболее значимых в регионе. Церковь, сохранившая имя святой Варвары, была возведена на берегу Терека.
После разрушительного наводнения 1885 года, когда станицу перенесли на новое место, храм также был перемещён — теперь он стоял на границе притеречного леса и степи.

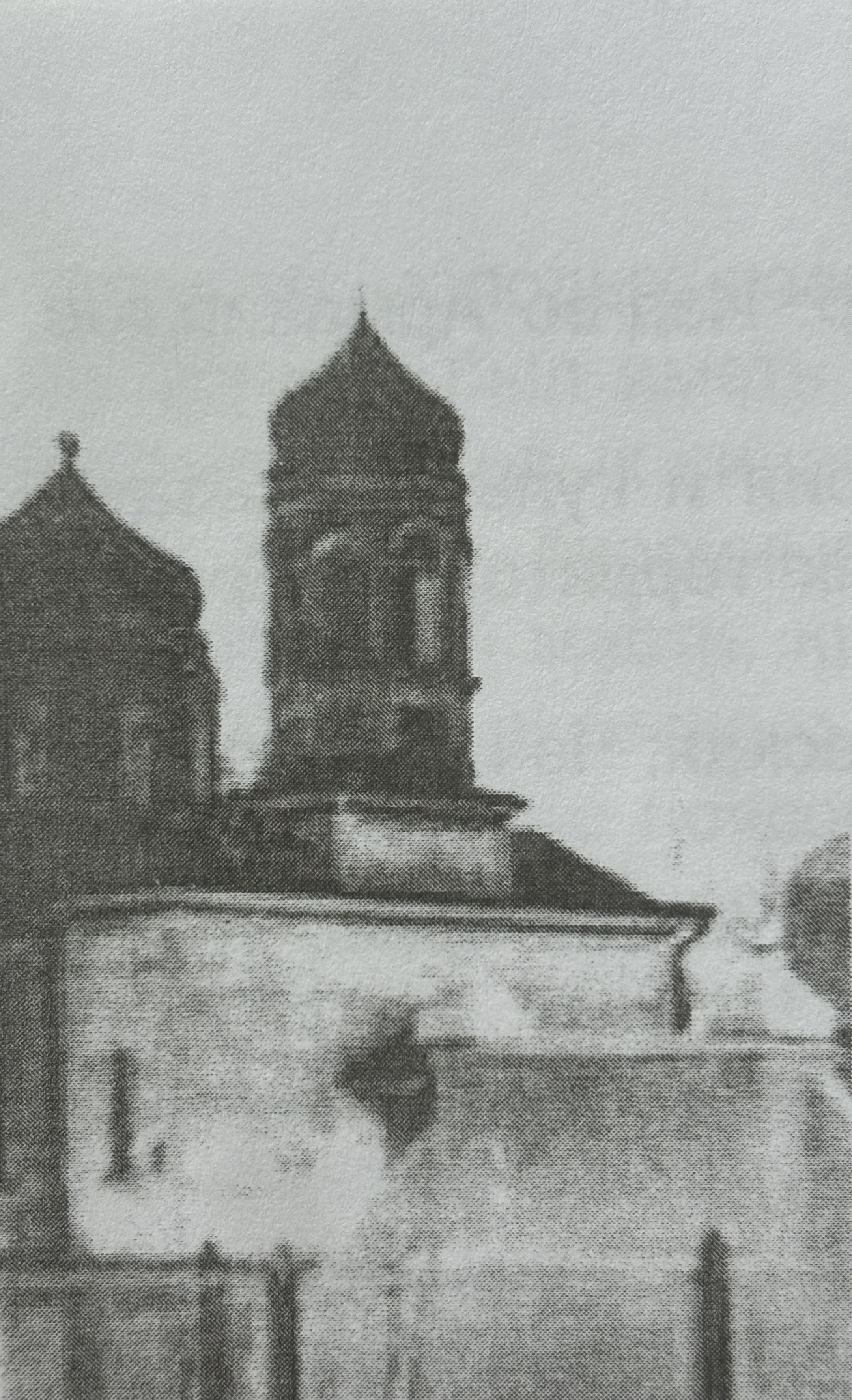
Свято-Варваринский храм

В конце 1930-х годов церковь закрыли, а её последний настоятель, священник отец Василий (Студеницкий) (1871—1937), был репрессирован и расстрелян. В 1950-х годах здание разрушили, частично перестроили под Дом культуры, сохранив некоторые архитектурные элементы храма.

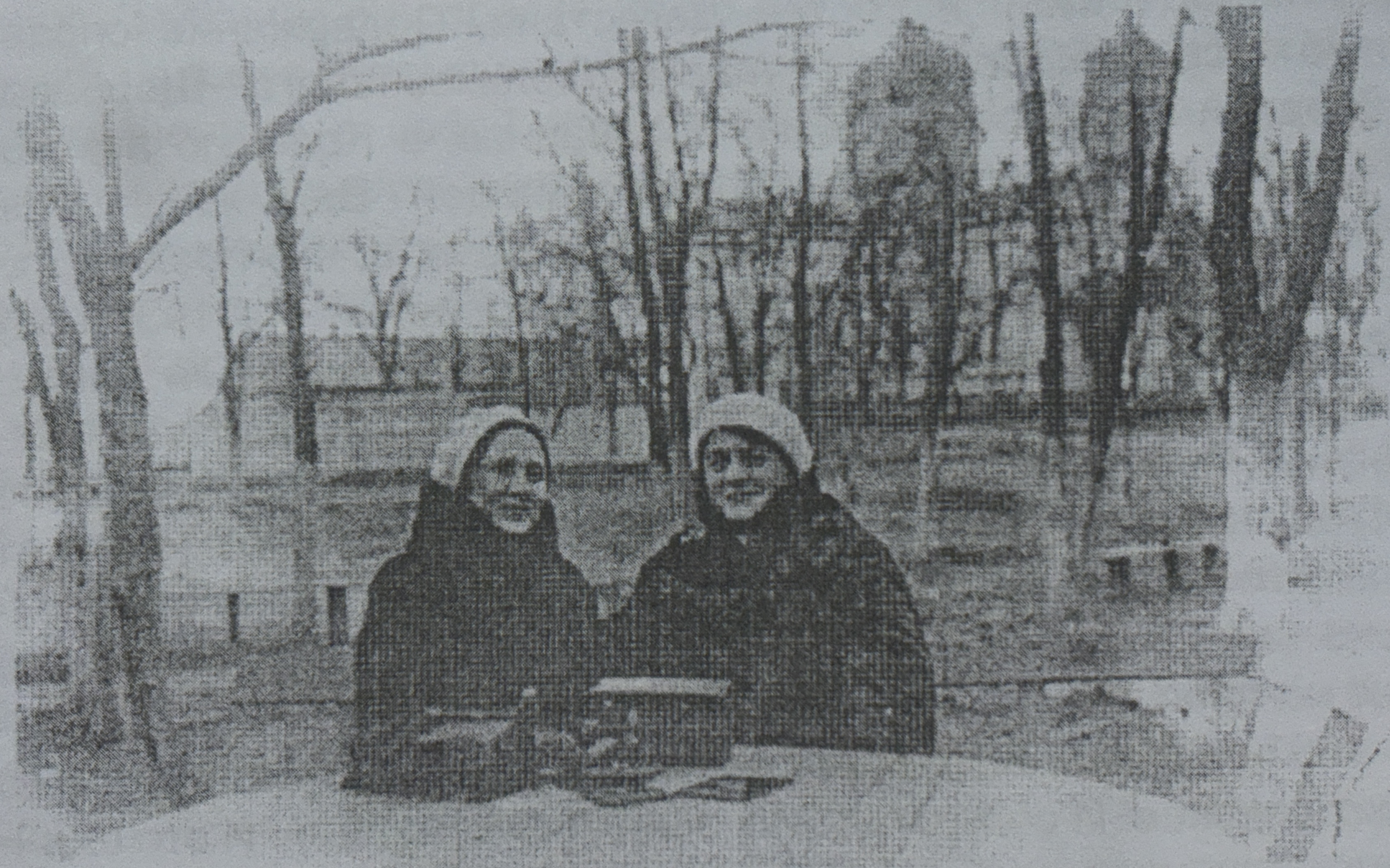
Казачки-грузинки на фоне храма станицы Шелковской (современный Шелковской дом культуры и часть площади). Фото 30-х годов XX века.

Возрождение приходской жизни началось в конце 1990 года, когда инициативная группа (Еремин Н., Могилин В., Проняев Ю.) ходатайствовала перед местной властью о создании прихода православных шелковчан. Приход был организован в виде молитвенного дома в здании, принадлежавшем до революции казачьему офицеру В. Г. Карину.
22 апреля 2016 года состоялась торжественная церемония закладки капсулы в основание нового храма, приходу был передан ковчег с частицей мощей святой Варвары.
Строительство нового храма велось при поддержке меценатов и правительства Чеченской Республики. 22 сентября 2018 года, к 300-летию станицы, состоялось освящение нового храмового комплекса.

## Население
| 1878    | 1883    | 1926    | 1939    | 1959    | 1970    | 1979    | 1989    | 2002    |
| ------- | ------- | ------- | ------- | ------- | ------- | ------- | ------- | ------- |
| 594     | ↗663    | ↗1321   | ↗2310   | ↗3357   | ↗5558   | ↗6600   | ↗7961   | ↗9581   |
| 2010    | 2012    | 2013    | 2014    | 2015    | 2016    | 2017    | 2018    | 2019    |
| ↗11 112 | ↗11 440 | ↗11 679 | ↗11 924 | ↗12 273 | ↗12 504 | ↗12 719 | ↗12 913 | ↗13 293 |
| 2020    | 2021    | 2023    | 2024    |         |         |         |         |         |
| ↗13 773 | ↘12 593 | ↗13 168 | ↗13 538 |         |         |         |         |         |

Национальный состав
Национальный состав населения станицы по данным Всероссийской переписи населения 2002 года:
| Народ   | Численность, чел. | Доля от всего населения, % |
| ------- | ----------------- | -------------------------- |
| чеченцы | 7802              | 81,43 %                    |
| русские | 1291              | 13,47 %                    |
| кумыки  | 156               | 1,63 %                     |
| аварцы  | 58                | 0,61 %                     |
| ногайцы | 50                | 0,52 %                     |
| татары  | 36                | 0,38 %                     |
| другие  | 188               | 1,96 %                     |
| всего   | 9581              | 100,00 %                   |

Национальный состав населения станицы по данным Всероссийской переписи населения 2010 года:
| Народ                     | Численность, чел. | Доля от всего населения, % |
| ------------------------- | ----------------- | -------------------------- |
| чеченцы                   | 9395              | 84,55 %                    |
| русские                   | 1020              | 9,18 %                     |
| кумыки                    | 192               | 1,73 %                     |
| аварцы                    | 117               | 1,05 %                     |
| ногайцы                   | 73                | 0,66 %                     |
| татары                    | 61                | 0,55 %                     |
| даргинцы                  | 40                | 0,36 %                     |
| лезгины                   | 33                | 0,30 %                     |
| другие                    | 172               | 1,55 %                     |
| не указали и отказавшиеся | 9                 | 0,08 %                     |
| всего                     | 11 112            | 100,00 %                   |

Ввиду того, что в Шелковской проживает достаточно значительная русская община, в станице создан Русский национальный культурный центр.

## Достопримечательности
- Хазарское (Шелковское) городище — хазарская крепость (VIII—IX), представляющая собой земляную крепость квадратной формы, расположенную к западу от Шелковской.
- Дом сотника В. Г. Карина.
- Усадьба казака Барукина (ныне утрачена) — усадьба, которую, по преданию, посещал абрек Зелимхан, останавливаясь здесь у своего кунака — казака[43].
- Дореволюционные железнодорожный вокзал и водонапорная башня (1915) на станции Шелковская.
- Памятник воинам Красной Армии, погибшим в гражданской войне при взятии ст. Шелковской в 1918 году.
- Памятник воинам, павшим в Великой Отечественной войне в 1941—1945 гг.

## Известные жители и уроженцы
- Борисов Григорий Александрович (1841—1914) — генерал-майор, участник русско-турецких войн.
- Борисов Александр Григорьевич (01.09.1873) — войсковой старшина, участник русско-японской и Первой мировой войн, участник Терского восстания и Белого движения. Начал службу в 1-м Кизлярско-Гребенском полку. С сентября 1919 командир 3-го Чеченского конного полка, с февраля 1920 года командир 2-й бригады Чеченской конной дивизии.
- Карин Виктор Георгиевич (30.09.1883 — 1921) — казачий офицер, участник Персидского похода и Первой мировой войны, войсковой старшина Терского казачьего войска. Служил в 1-м Кизляро-Гребенском полку. В Гражданскую войну сражался в Добровольческой армии и ВСЮР, командовал Караногайским конным дивизионом.
- Музуров Михаил Сергеевич (01.10.1893 — 1953) — войсковой старшина. Участник Первой мировой войны и Белого движения. С 1920 года в эмиграции (США).

## Транспорт
Шелковская расположена на трассе Р262 Ставрополь—Крайновка; восточнее находится Гребенской мост через Терек, который связывает Шелковской район c Хасавюртовским районом Дагестана. В станице расположена железнодорожная станция Шелковская Северо-Кавказской железной дороги.

## Галерея

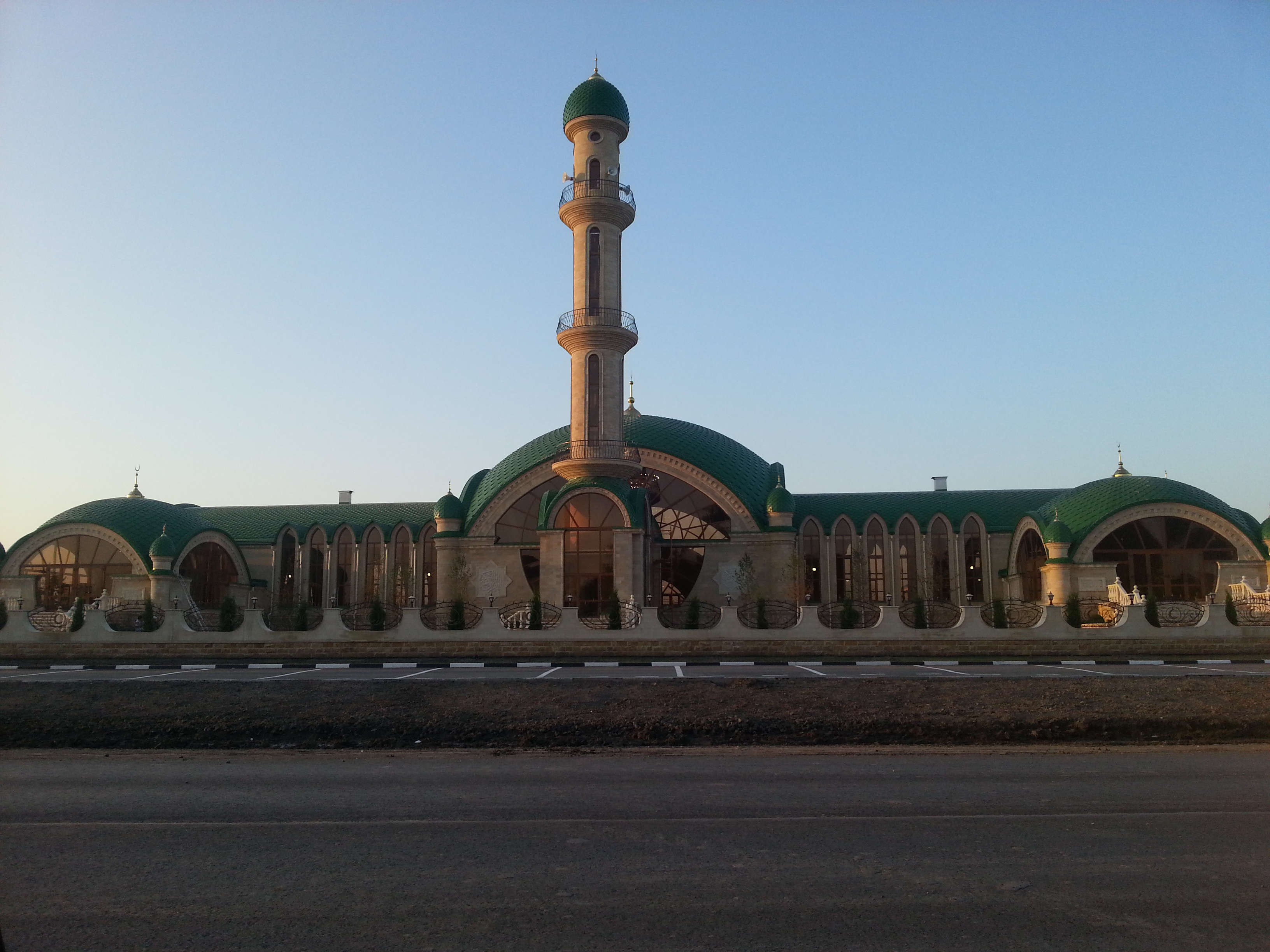
Центральная мечеть
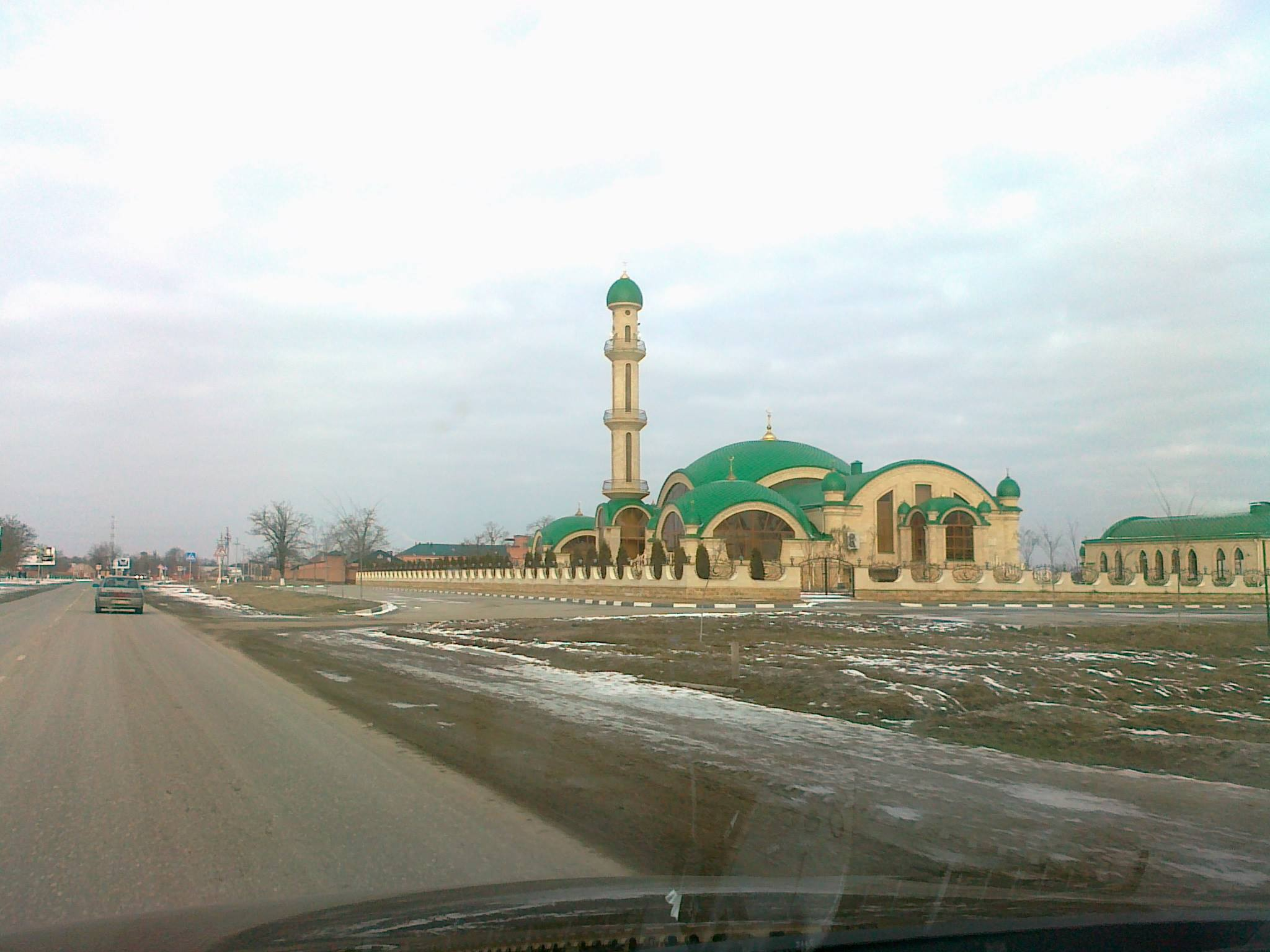
Мечеть
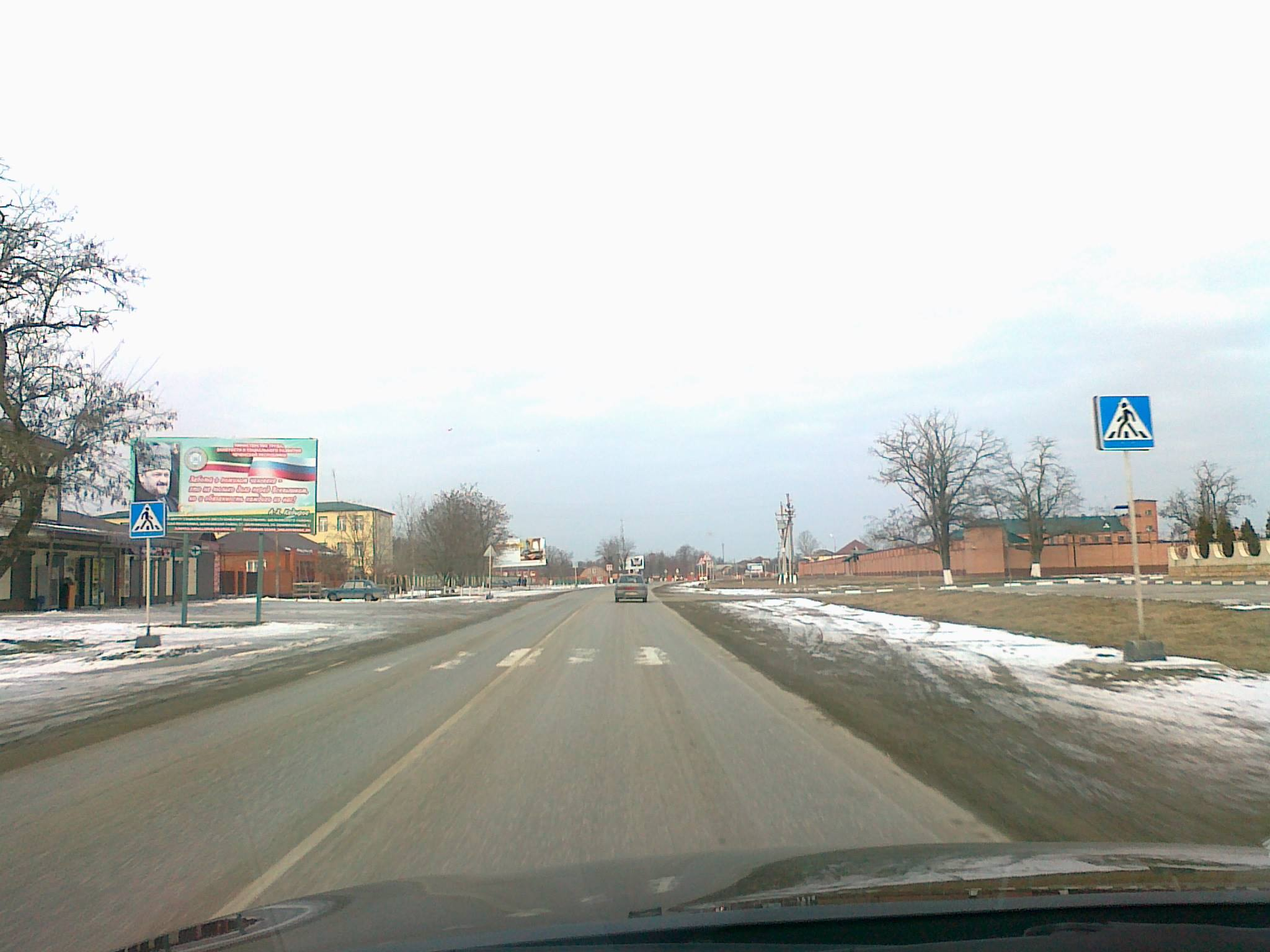
въезд в село со стороны Червленной
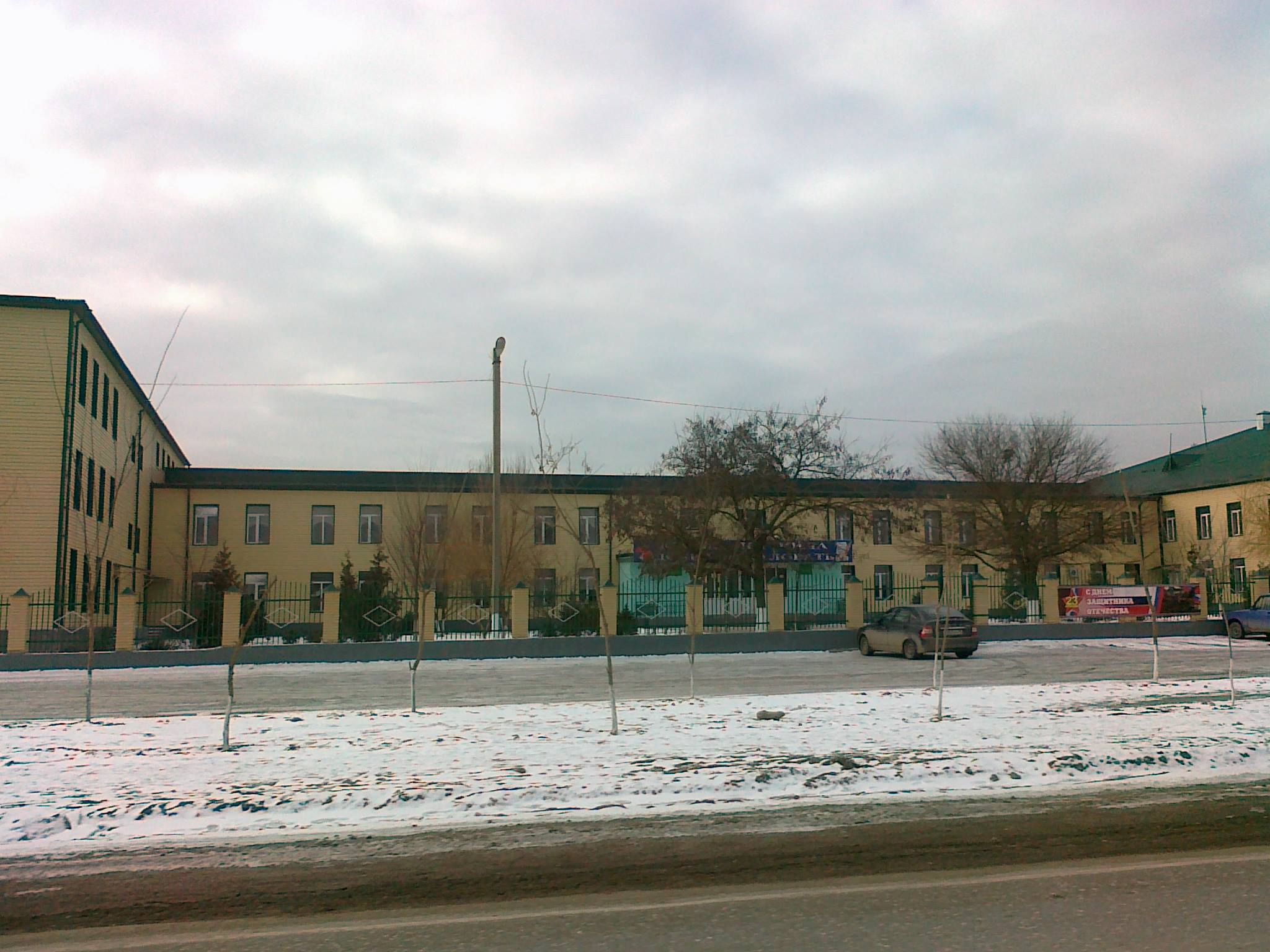
Шелковская
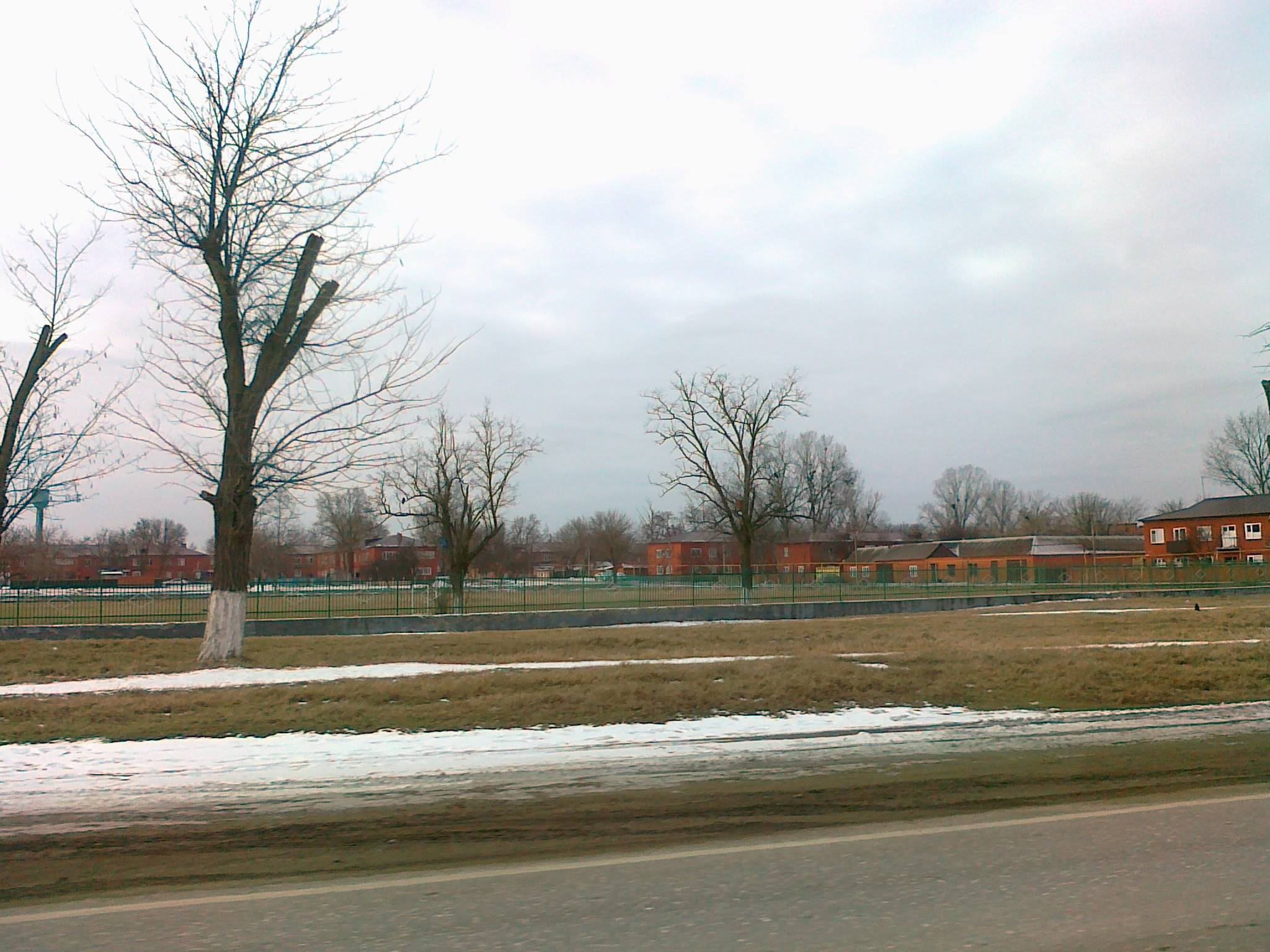
Шелковская
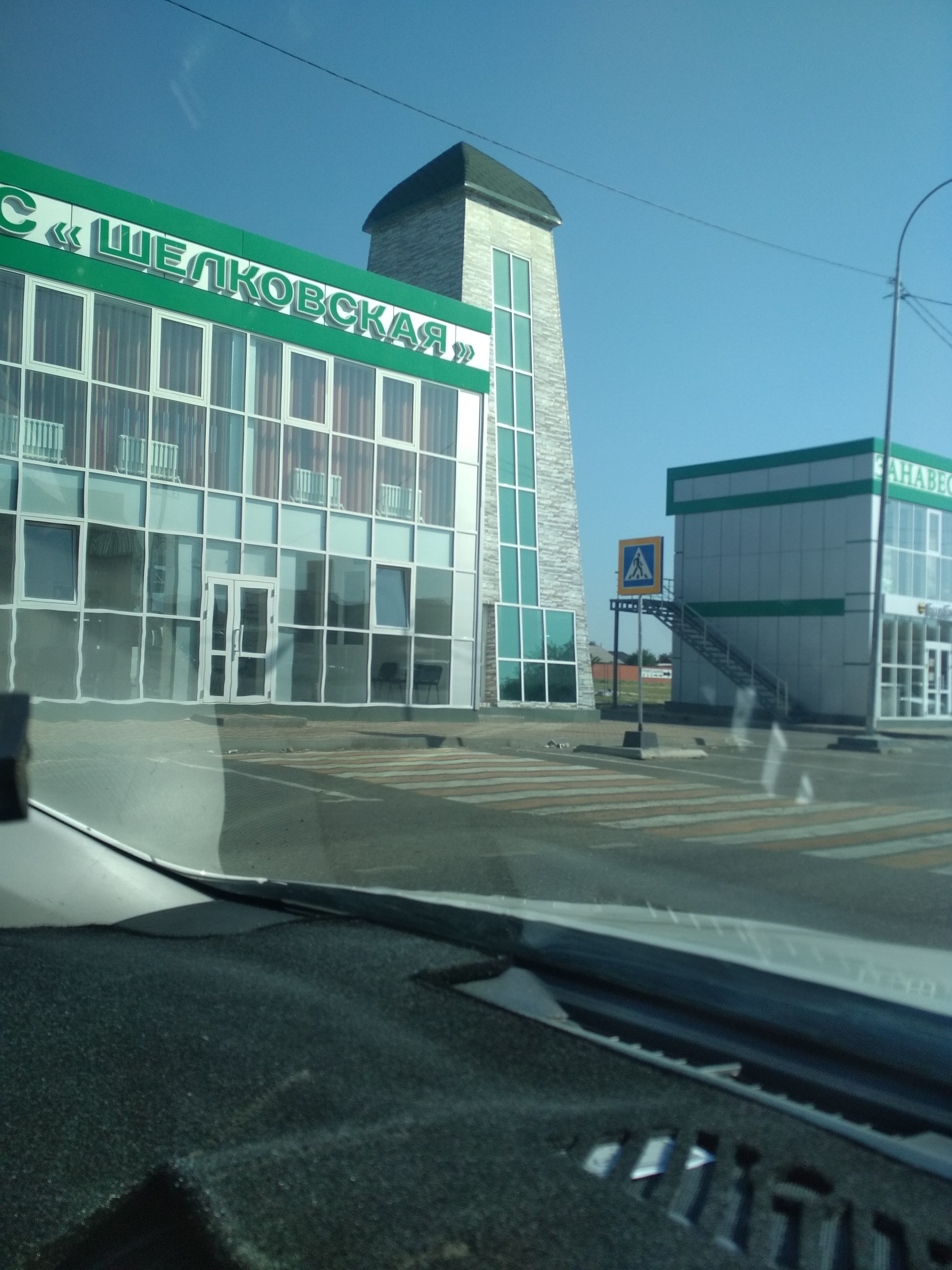
Автостанция